# Flavy-le-Martel
Flavy-le-Martel ist eine französische Gemeinde mit 1698 Einwohnern (Stand 1. Januar 2022) im Département Aisne in der Region Hauts-de-France; sie gehört zum Arrondissement Saint-Quentin und zum Kanton Ribemont.

## Geografie
Die Gemeinde Flavy-le-Martel liegt zehn Kilometer nördlich von Chauny und etwa 16 Kilometer südwestlich von Saint-Quentin. Im Norden reicht das Gemeindegebiet an den Canal de Saint-Quentin heran.

## Bevölkerungsentwicklung
| Jahr      | 1962 | 1968 | 1975 | 1982 | 1990 | 1999 | 2010 | 2021 |
| Einwohner | 1507 | 1543 | 1560 | 1504 | 1563 | 1520 | 1636 | 1661 |

## Sehenswürdigkeiten

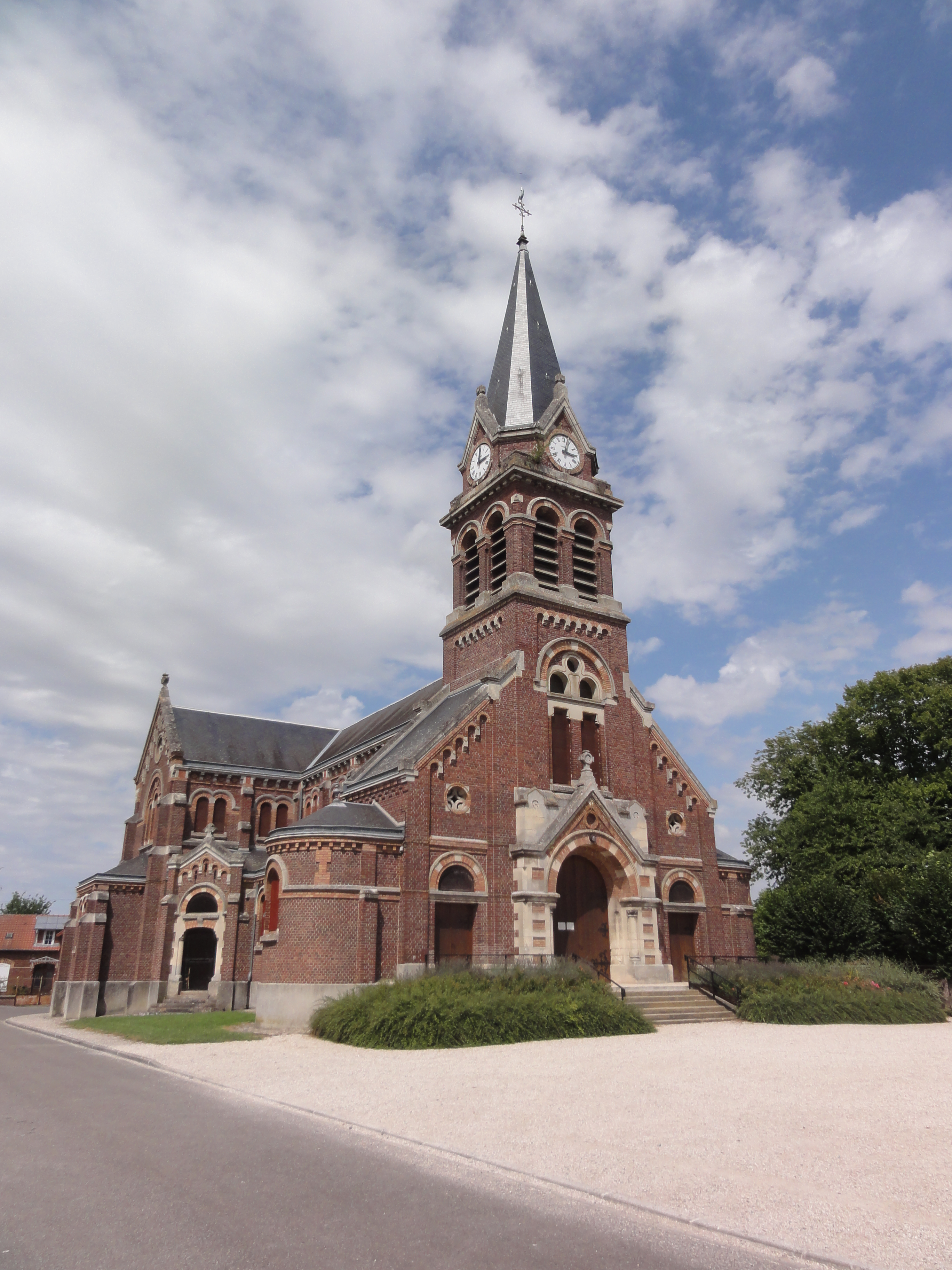
Kirche Saint-Rémi
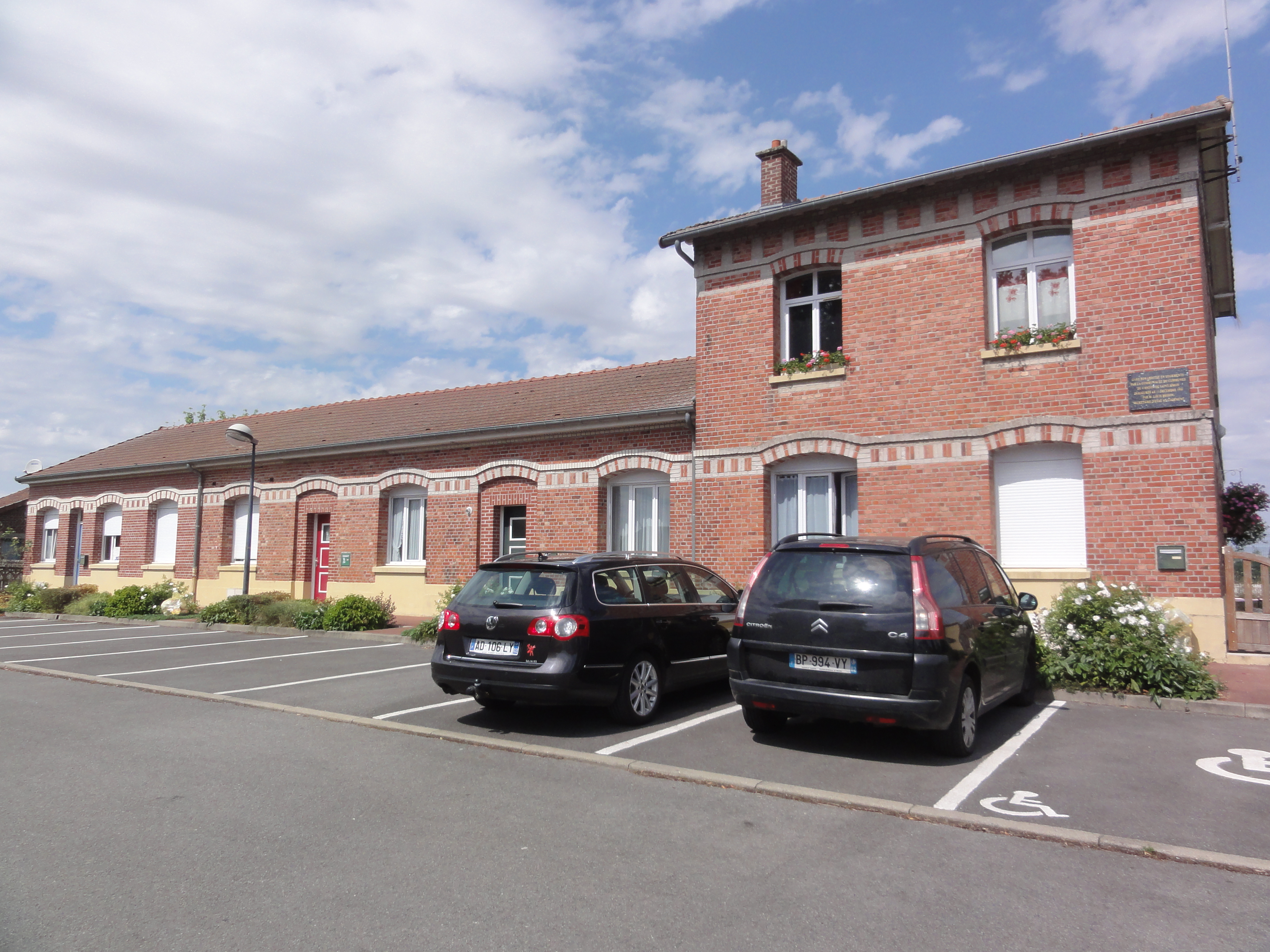
Bahnhof
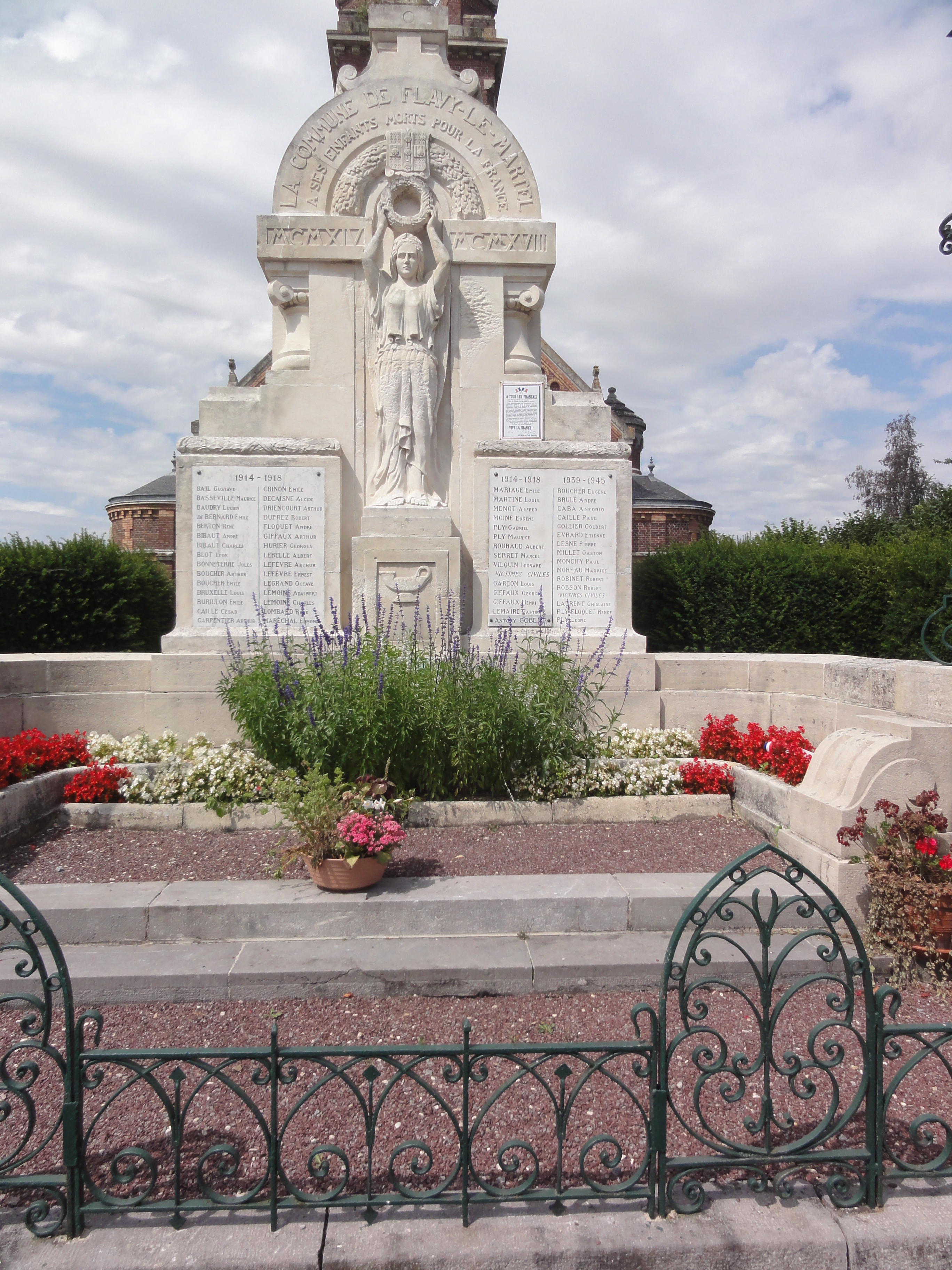
Gefallenendenkmal

- Schloss Les Savriennois

- Kirche Saint-Rémi
- Bahnhof
- Gefallenendenkmal